# توماس تشارلتون هنري
كان توماس تشارلتون هنري (25 مارس 1887 - 24 يناير 1936)، من هواة جمع الطوابع الأمريكيين الذي وقع على قائمة هواة جمع الطوابع المتميزين في عام 1929.